# سیارک ۲۶۷۳۴
سیارک ۲۶۷۳۴ (به انگلیسی: 26734 Terryfarrell، نامگذاری:2001HG16) بیست و شش هزار و هفتصد و سی و چهارمین سیارک کشف شده‌است که در ۲۳ آوریل ۲۰۰۱ کشف شد.
قدر مطلق سیارک برابر ۱۲.۹ است.